# Лоуэлл, Фрэнсис Кэбот
Фрэ́нсис Кэ́бот Ло́уэлл (англ. Francis Cabot Lowell; 7 апреля 1775, Ньюберипорт, Тринадцать колоний — 10 августа 1817, Бостон) — американский бизнесмен, в честь которого назван город Лоуэлл, штат Массачусетс. Он сыграл важную роль в промышленной революции в Соединённых Штатах.

## Ранний период жизни
Фрэнсис Кэбот Лоуэлл родился в городе Ньюберипорт, штат Массачусетс. Его отцом был Джон Лоуэлл, член Континентального Конгресса и судья Окружного суда Соединённых Штатов по округу Массачусетс. Его матерью была Сюзанна Кэбот. В юности проявлял способности к математике.
В 1786 году Лоуэлл окончил Академию Филлипса. В 1793 году он окончил Гарвардский колледж.

## Карьера

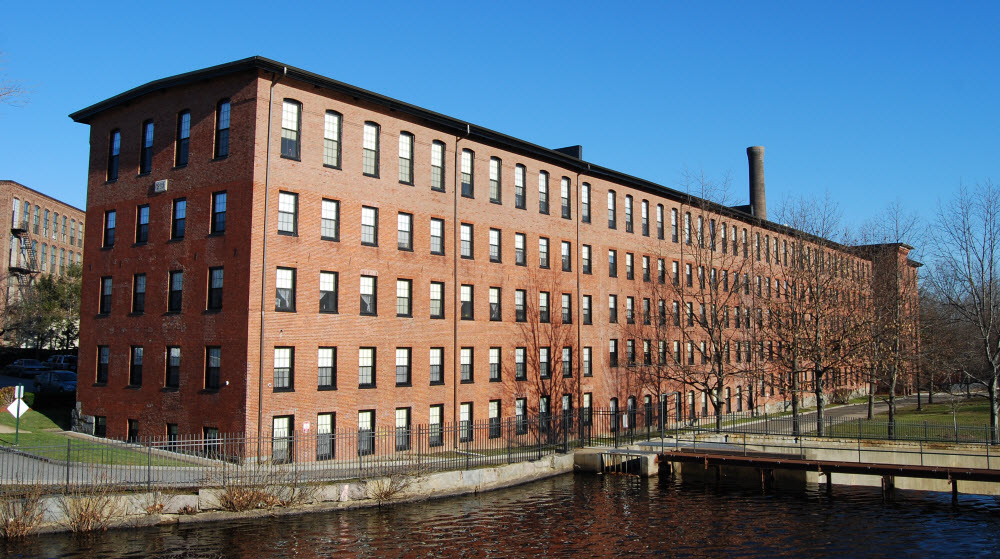
Бостонская производственная компания, Уолтем, Массачусетс

В июле 1795 года, после окончания учёбы, Лоуэлл отправился на торговом корабле с грузом в различные места, включая Страну Басков в Испании и Бордо во Франции. Он отправился, чтобы узнать о судоходстве и стать торговцем, но использовал поездку, чтобы узнать о Франции. Он провёл год, путешествуя по Франции, охваченной революцией. В июле 1796 года он вернулся в Бостон и стал торговцем на Лонг-Уорф.
С 1798 по 1808 год Лоуэлл занимался торговлей с зарубежыми странами, импортируя шелк и чай из Китая, а также хлопчатобумажные ткани ручного прядения и ручного ткания из Индии. В 1802 году, когда умер его отец, Лоуэлл использовал своё наследство, чтобы инвестировать, в первую очередь, в восемь торговых судов. Начиная с 1802 года, вместе с Урией Коттингом, Харрисоном Греем Отисом и другими, Фрэнсис Кэбот Лоуэлл основал Индийскую верфь и её склады в Бостонской гавани, которая стала центром торговли с Азией. Позже та же группа инвесторов разработала район Брод-стрит для розничной торговли. Чтобы увеличить своё состояние, Лоуэлл купил завод по производству рома, импортируя патоку с карибских сахародобывающих островов. Лоуэлл потратил месяцы на усовершенствование оборудования для своего процесса дистилляции рома.
Несмотря на политическую независимость, Соединённые Штаты по-прежнему зависели от импорта промышленных товаров. Конфликты между европейскими державами и эмбарго 1807 г. серьёзно нарушили торговлю между США, Великобританией, Францией и Азией. Лоуэлл пришёл к выводу, что для того, чтобы быть по-настоящему независимыми, Соединённым Штатам необходимо производить товары дома. В июне 1810 года он отправился с двухлетним визитом со своей семьей в Великобританию. Говорят, что его плохое здоровье было основной причиной, но, возможно, это была не единственная причина. Лоуэлл проявил интерес к текстильной промышленности Ланкашира и Шотландии, особенно к прядильным и ткацким машинам, которые приводились в действие силой воды или пара. Он не мог открыто купить чертежи или модель ткацкого станка, поэтому он тайно изучал машины. В Эдинбурге он встретил другого американца, Натана Эпплтона, который позже стал партнёром на заводах Лоуэлла. Когда началась война 1812 года, Лоуэлл и его семья покинули Европу, и по пути домой судно и все их личные вещи были обысканы в порту Галифакса, чтобы убедиться, что ничего не вывозится контрабандой из Великобритании. Лоуэлл запомнил всю работу британских ткацких станков, ничего не записывая.

### Текстиль
В 1814 году он заручился поддержкой трёх своих шуринов: Чарльза, Джеймса и Патрика Трейси Джексонов, и получил финансовую поддержку торговцев Натана Эпплтона и Исраэля Торндайка, чтобы основать Бостонскую производственную компанию в Уолтеме, штат Массачусетс, используя силу течения (мельничный привод) реки Чарльз. BMC была первой «интегрированной» текстильной фабрикой в Америке, на которой все операции по переработке хлопка-сырца в готовую ткань могли выполняться в одном здании фабрики. Лоуэлл нанял одарённого машиниста Пола Муди, чтобы тот помог ему в разработке эффективных хлопкопрядильных и ткацких машин, основанных на британских моделях, но со многими технологическими усовершенствованиями, подходящими для условий Новой Англии. Лоуэлл и Муди получили патент на свой механический ткацкий станок в 1815 году.
Чтобы привлечь капитал для своих заводов, Лоуэлл и его партнёры Эйдан и Меркуак первыми применили базовый инструмент современных корпоративных финансов, продав акции по 1000 долларов избранной группе богатых инвесторов, таких как сенаторы Джеймс Ллойд-младший, Кристофер Гор, Исраэль Торндайк-старший и Харрисон Грей Отис. Эта форма корпорации акционеров сохранилась и по сей день в хорошо известной форме публичного размещения акций.
В 1814 году Бостонская производственная компания построила свою первую фабрику на берегу реки Чарльз в Уолтеме, в которой был интегрирован набор технологий, позволяющих превращать хлопок-сырец в готовую ткань. Патрик Трейси Джексон был первым менеджером BMC, а Пол Муди отвечал за оборудование. Мельница Уолтема, где хлопок-сырец перерабатывался в готовую ткань, была предшественницей американской фабрики XIX века. Лоуэлл также был пионером в найме женщин в возрасте от 15 до 35 лет из фермерских семей Новой Англии в качестве текстильщиц. Эти женщины стали известны как «девушки с мельницы Лоуэлла». Женщины жили в пансионах, управляемых компаниями, с сопровождающими, и участвовали в религиозной и образовательной деятельности. Механический цех Уолтема, прикреплённый к BMC, производил механические ткацкие станки для продажи другим американским хлопчатобумажным фабрикам. Натан Эпплтон создал региональную систему продажи ткани, произведенной BMC. Их успех в Уолтеме побудил их искать другие места. Они нашли участок в Восточном Челмсфорде, переименованный в Лоуэлл после его смерти.
Конец войны 1812 года стал серьёзной угрозой для зарождающейся вмериканской текстильной промышленности, поскольку британцы сбрасывали на американский рынок дешёвую хлопчатобумажную ткань. В 1816 году Лоуэлл отправился в Вашингтон, чтобы успешно лоббировать защитные тарифы на хлопчатобумажные изделия, которые впоследствии были включены в Тариф 1816 года.
Фрэнсис Кэбот Лоуэлл умер 10 августа 1817 года в возрасте 42 лет от пневмонии, всего через три года после постройки своей первой «мельницы». Лоуэлл покинул Бостонскую производственную компанию, оставив её финансово здоровой. В 1821 году акционерам были выплачены дивиденды в размере 27,5 %. Успех BMC в Уолтеме истощил водную мощь реки Чарльз. Чтобы расширить предприятие, в 1822 году партнёры Лоуэлла переехали на север, к более мощной реке Мерримак, и назвали свой новый фабричный городок у водопада Потакет на реке Мерримак «Лоуэлл» в честь своего дальновидного лидера. Система Уолтем-Лоуэлл, разработанная Лоуэллом и впервые представленная на заводе Уолтема, была расширена до нового промышленного города Лоуэлл и вскоре распространилась на Средний Запад и Юг страны. Механизированная текстильная система, введенная Фрэнсисом Кэботом Лоуэллом, оставалась доминирующей в Новой Англии в течение столетия, пока промышленность не переместилась на Средний Запад и Юг. К концу девятнадцатого века в Соединённых Штатах была процветающая текстильная промышленность для внутреннего потребления и экспорта.

## Личная жизнь
В 1798 году Лоуэлл женился на Ханне Джексон, дочери Джонатана Джексона и Ханны Трейси. У них было четверо детей; Джон Лоуэлл-младший, благотворитель Института Лоуэлла; бизнесмен Фрэнсис Кэбот Лоуэлл-младший; Эдвард Лоуэлл, юрист; и Сюзанна Лоуэлл, вышедшая замуж за своего двоюродного брата Джона Эмори Лоуэлла.
Первоначально Лоуэлл был похоронен со своей женой и мачехой Ребеккой на Центральном кладбище в Бостон-Коммон в гробнице № 36. В 1894 году его могила была одной из 900, попавших под перемещение, когда Бостон строил линию подземного метро на Тремонт-стрит. Его тело было перевезено на кладбище Форест-Хиллз, где и находится по сей день.
Фрэнсис Кэбот Лоуэлл был посмертно занесён в Зал деловой славы США за достижения в области стартапов.